# Jean-Pierre Laborde (homme politique)
Pour les articles homonymes, voir Jean-Pierre Laborde et Laborde.
Jean-Pierre Laborde est un homme politique français né le 14 novembre 1765 à Saint-Clar (Gers) et mort le 27 janvier 1827 à Paris.

## Biographie
Avoué à Lombez, il devient secrétaire général de l'assemblée provinciale de Comminges en 1788. Maire de Lombez en 1792, il est emprisonné sous la Terreur puis nommé, sous le Directoire, administrateur du district de l'Isle-Jourdain. Il est élu député du Gers au Conseil des Cinq-Cents le 24 vendémiaire en IV. Il siège au corps législatif de 1800 à 1815.

## Sources
- « Jean-Pierre Laborde (homme politique) », dans Adolphe Robert et Gaston Cougny, Dictionnaire des parlementaires français, Edgar Bourloton, 1889-1891 [détail de l’édition]